# يانوق
يانوق هي قرية في مقاطعة هشترود، إيران. عدد سكان هذه القرية هو 452 في سنة 2006.